# Lydia Cacho
Lydia Cacho Ribeiro, née le 12 avril 1963 à Mexico, est une journaliste mexicaine, militante féministe et défenseure des droits de la personne.
Elle est la fille de la psychologue et féministe, Paulette Ribeiro, d'origine franco-portugaise, qui, lors de la Seconde Guerre mondiale, émigra au Mexique où elle épousa un ingénieur militaire, Oscar Cacho.

## Carrière
Elle commence sa carrière à la section culturelle du journal, Novedades de Cancún, puis quelques années plus tard, commence à publier des articles sur la prostitution de filles argentines et cubaines dans la ville de Cancún, qui est notamment une destination très fréquente des étudiants américains pendant la semaine de relâche. En 2003, pour le journal Por Esto, elle écrit des articles concernant des abus sexuels commis sur des mineurs.
Dans son ouvrage, Los Demonios del Edén, elle dénonce la mafia pédophile du Mexique, impliquant diverses personnalités publiques, dont Jean Succar Kuri, filmé par une caméra cachée. Elle accuse aussi nommément Emilio Gamboa Patrón (en), Miguel Ángel Yunes (en) et Kamel Nacif Borge (en) d'œuvrer pour tenter de couvrir Kuri. Nacif Borge intente un procès en diffamation contre elle. Entre-temps, elle est arrêtée puis extradée d'un État à l'autre sans qu'aucune inculpation ne lui soit signifiée. Elle sera finalement libérée après paiement d'une amende.
Le 14 février 2006, plusieurs conversations téléphoniques entre Nacif Borge et le gouverneur de l'État de Puebla, Mario Marín (en), sont publiées par La Jornada, quotidien de Mexico. Elles révèlent des conversations ayant eu lieu avant l'arrestation de Lydia Cacho entre Marín et Nacif Borge dans lesquelles ils planifient l'arrestation de la journaliste, ainsi que divers sévices corporels qu'elle devrait subir en prison pour la réduire au silence,. La publication de ces conversations créa une agitation dans les médias mexicains ainsi qu'un engouement du public. Le 29 novembre 2007, la cour suprême mexicaine, la plus haute instance judiciaire du pays, décide, par 6 voix contre 4, que Marín ne pouvait être tenu responsable de l'arrestation de Cacho ni des intimidations qu'elle a subies,.
Elle s'exile en Espagne en 2021, craignant pour sa vie au Mexique.

## Œuvres
- Los demonios del Edén : el poder que protege a la pornografía infantil, Mexico : Grijalbo, 2006, 2005. (OCLC 68624763)
- Mujer delfín : canción cotidiana de una mujer mexicana, Mérida, Yuc. : Maldonado Editores, 1995. (OCLC 60585430)
- Trafics de femmes. Nouveau Monde éditions. 2010

## Récompenses
- 2002 : prix national du journalisme[8].
- 2006 : prix Francisco Ojeda[9].
- 2007 : prix Ginetta Sagan for Women and Children's Rights décerné par Amnesty International[10].
- 2011 : prix Olof Palme